# Giovanni Giacomo Coleti
Giovanni Giacomo Coleti (Venecija, 2. svibnja 1734. – Venecija, 15. kolovoza 1827.) bio je talijanski povjesničar i filolog iz redova isusovaca.

## Životopis
Studirao je u Piacenzi i Bologni. Od 1768. godine predaje na isusovačkome kolegiju u Padovi. Tamo je surađivao s Danijelom Farlatijem. Nakon njegove smrti nastavio je s radom na djelu „Illyricum sacrum” od 5. do 9. sveska. Također, objavio je i „Ilirski martirologij” (lat. Martyrologium Illyricum; 1819.). Napisao je i raspravu „O mjestu Stridonu, rodnome mjestu sv. Jeronima” (lat. De situ Stridonis urbis natalis s. Hieronymi disceptatio; 1784.).

### Novinski članci
- Giovanni Giacomo Coleti. Hrvatska enciklopedija LZMK. Pristupljeno 25. kolovoza 2016.